# Ardisia lindleyana
Ardisia lindleyana D.Dietr. – gatunek roślin z rodziny pierwiosnkowatych (Primulaceae). Występuje naturalnie w północnym Wietnamie oraz Chinach (w prowincjach Fujian, Guangdong, Hunan, Jiangxi, Kuangsi i Zhejiang). 

## Morfologia
PokrójZimozielony krzew dorastający do 1–2 m wysokości.
LiścieBlaszka liściowa ma podługowaty lub lancetowaty kształt. Mierzy 10–12 cm długości oraz 2–3,5 cm szerokości, jest całobrzega, ma klinową nasadę i ostry lub spiczasty wierzchołek. Ogonek liściowy jest nagi i ma 10–15 mm długości.
KwiatyZebrane w wierzchotkach przypominających baldachy, wyrastających z kątów pędów. Mają działki kielicha o podługowatym lub lancetowatym kształcie i dorastające do 2–3 mm długości. Płatki są eliptyczne lub owalne i mają białą barwę.
OwocPestkowce mierzące 6 mm średnicy, o kulistym kształcie i czerwonej barwie.

## Biologia i ekologia
Rośnie na brzegach cieków wodnych, terenach bagnistych oraz w lasach. Występuje na wysokości od 300 do 1200 m n.p.m.